# Banque Havilland
Banque Havilland S.A. is een internationale private bank die in 2009 is opgericht door de familie Rowland met het hoofdkantoor in Luxemburg. Het biedt diensten aan op het gebied van private banking, vermogens, vermogensbeheer en fondsdiensten, zowel aan particuliere klanten als financiële instellingen over de gehele wereld.
De bank heeft 9 kantoren in financiële centra, waaronder geregistreerde banken in Luxemburg, Zwitserland, Liechtenstein, en Monaco.

## Tijdslijn

### 2009
Banque Havilland verkreeg in 2009 een bankvergunning in Luxemburg. David Rowland en zijn zoon Jonathan verkregen de bankvergunning door via hun investeringsmaatschappij Blackfish Capital het gezonde deel van de gefaalde Kaupthing Bank Luxembourg aan te kopen. De bad bank kreeg de naam Pillar Securitization, waarvoor Havilland als beheerder fungeerde.

### 2012-2015
De bank opende in 2012 zijn eerste overzeese kantoor in Monaco door de overname van Dexia Private Bank S.A.M. van Dexia Banque Internationale (Luxembourg).
Een jaar later, in 2013, opende de bank een filiaal in Londen en verwierf het een meerderheidsbelang in Banque Pasche (Liechtenstein) AG en 100% van de aandelen in Pasche Bank & Trust Limited, die de twee nieuwe dochterondernemingen Banque Havilland (Liechtenstein) AG en Banque Havilland (Bahamas) Ltd. gingen vormen.

### 2016
In 2016 verwierf Banque Havilland Banque Pasche S.A. in Zwitserland, waarmee de bank in Zwitserland haar deuren opende, zowel in Genève als in Zürich. Door de overname van Banco Popolare Luxembourg S.A. van Banco Popolare, breidde de bank bovendien haar diensten aan institutionele klanten uit.

### 2017
Begin november 2017 kwam uit gelekte e-mails naar voren dat Yousef Al Otaiba, de ambassadeur van de Verenigde Arabische Emiraten in de Verenigde Staten, Banque Havilland in de arm had genomen om een plan op te stellen om een financiële oorlog tegen Qatar te voeren. Sinds 5 juni 2017 verbraken meerdere landen waaronder de Emiraten de diplomatieke banden met Qatar vanwege de vermeende banden met Iran en de Moslimbroederschap.

## Locaties
Banque Havilland heeft momenteel haar hoofdkantoor in Luxemburg en heeft kantoren in het Verenigd Koninkrijk, Monaco, Liechtenstein, Dubai en Zwitserland.